# 前516年
| 千纪： | 前1千纪 |
| 世纪： | 前7世纪 \| 前6世纪 \| 前5世纪 |
| 年代： | 前540年代 \| 前530年代 \| 前520年代 \| 前510年代 \| 前500年代 \| 前490年代 \| 前480年代 |
| 年份： | 前521年 \| 前520年 \| 前519年 \| 前518年 \| 前517年 \| 前516年 \| 前515年 \| 前514年 \| 前513年 \| 前512年 \| 前511年                                                                      |
| 纪年： | 周敬王四年 魯昭公二十六年 齐景公三十二年 晋顷公十年 秦哀公二十一年 宋景公元年 楚平王十三年 卫灵公十九年 陈惠公十八年 蔡昭侯三年 曹悼公八年 郑定公十四年 燕平公八年 吳王僚十一年 杞悼公二年 |

## 大事記
- 齊國陷魯國鄆城，使魯昭公居在这里。
- 晉、燕二國攻齊，齊命田穰苴為元帥，敗晉燕聯軍。
- 阖闾自立为王。
- 楚平王卒，楚平王之子熊軫即位，是為楚昭王。
- 齊國大旱。
- 齊國遣軍強送魯昭公返魯，攻成城，敗還。
- 晋国知躒率軍帮助周敬王再次攻占王城，王子朝逃到楚国。

## 逝世
- 楚平王